# Фелікс Моралес
Фелікс Моралес (ісп. Félix Morales, 9 червня 1953) — кубинський баскетболіст.
Учасник Олімпійських Ігор 1976, 1980 років.